# 김현택
김현택(1962년 5월 9일 ~)은 빙그레 이글스의 전 야구 선수이며 190CM의 대형 타자였고 고등학교 3학년이였던 1981년 봉황대기 타격 1위에  오르기도 했다. 등번호는 38번이며, 통산 성적은 9경기 15타수 1안타 1타점 2득점이다.

## 출신 학교
- 충남중학교
- 북일고등학교
- 동아대학교

## 같이 보기
- 빙그레 이글스 연도별 선수 명단